# العلاقات البحرينية التركية
العلاقات البحرينية التركية هي العلاقات الثنائية التي تجمع بين البحرين وتركيا.

## مقارنة بين البلدين
هذه مقارنة عامة ومرجعية للدولتين:
| وجه المقارنة                                              | البحرين       | تركيا         |
| --------------------------------------------------------- | ------------- | ------------- |
| المساحة (كم2)                                             | 765           | 783.56 ألف    |
| عدد السكان (نسمة)                                         | 1.49 مليون    | 80.14 مليون   |
| الكثافة السكانية (ن./كم²)                                 | 194.77 ألف    | 102.28        |
| العاصمة                                                   | المنامة       | أنقرة         |
| اللغة الرسمية                                             | اللغة العربية | اللغة التركية |
| العملة                                                    | دينار بحريني  | ليرة تركية    |
| الناتج المحلي الإجمالي (بليون دولار)                      | 35.31 مليار   | 851.10 مليار  |
| الناتج المحلي الإجمالي (تعادل القوة الشرائية) بليون دولار | 64.16 مليار   | 1.57 تريليون  |
| الناتج المحلي الإجمالي الاسمي للفرد دولار أمريكي          | 22.60 ألف     | 9.12 ألف      |
| الناتج المحلي الإجمالي للفرد دولار أمريكي                 | 45.50 ألف     | 19.79 ألف     |
| مؤشر التنمية البشرية                                      | 0.824         | 0.761         |
| رمز المكالمات الدولي                                      | +973          | +90           |
| رمز الإنترنت                                              | .bh           | .tr           |
| المنطقة الزمنية                                           | ت ع م+03:00   | ت ع م+03:00   |

## مدن متوأمة
في ما يلي قائمة باتفاقيات التوأمة بين مدن بحرينية وتركية:
- ترتبط المنامة مع أنقرة باتفاقية توأمة.

## منظمات دولية مشتركة
يشترك البلدان في عضوية مجموعة من المنظمات الدولية، منها:
| علم المنظمة | اسم المنظمة                               | تاريخ انضمام البحرين | تاريخ انضمام تركيا |
| ----------- | ----------------------------------------- | -------------------- | ------------------ |
|             | يونسكو                                    | 18 يناير 1972        | 4 نوفمبر 1946      |
|             | وكالة ضمان الاستثمار متعدد الأطراف        | 12 أبريل 1988        | 3 يونيو 1988       |
|             | الأمم المتحدة                             | 21 سبتمبر 1971       | 24 أكتوبر 1945     |
|             | الفريق المعني برصد الأرض                  | ?                    | ?                  |
|             | الاتحاد البريدي العالمي                   | ?                    | ?                  |
|             | البنك الدولي للإنشاء والتعمير             | 15 سبتمبر 1972       | 11 مارس 1947       |
|             | المنظمة الهيدروغرافية الدولية             | ?                    | ?                  |
|             | منظمة التعاون الإسلامي                    | ?                    | 25 سبتمبر 1969     |
|             | منظمة حظر الأسلحة الكيميائية              | ?                    | ?                  |
|             | الاتحاد الدولي للاتصالات                  | 1975                 | 1866               |
|             | مؤسسة التمويل الدولية                     | 22 سبتمبر 1995       | 19 ديسمبر 1956     |
|             | المركز الدولي لتسوية المنازعات الاستشارية | 15 مارس 1996         | 2 أبريل 1989       |
|             | منظمة التجارة العالمية                    | ?                    | 26 مارس 1995       |
|             | منظمة الشرطة الجنائية الدولية             | ?                    | ?                  |

## أعلام
هذه قائمة لبعض الشخصيات التي تربطها علاقات بالبلدين:
- أليس سمعان (القرن العشرين – )

## وصلات خارجية
- موقع وزارة الخارجية البحرينية
- موقع وزارة الخارجية التركية